# Natalja Sedychová
Natalja Sedychová (rusky Наталья Евгеньевна Седых; * 10. července 1948) je sovětská a ruská baletka a divadelní a filmová herečka.

## Životopis
Po absolvování choreografického učiliště při moskevském Velkém divadle se zde stala baletkou. Nejprve tančila ve sboru, poté se stala sólistkou.
V Československu proslula hlavně svojí filmovou rolí Nastěnky v pohádce Mrazík natočené v roce 1964.
Provdala se za ruského skladatele Viktora Lebeděva, s nímž má syna Alexeje. Manželství se po deseti letech trvání rozpadlo, protože manželé žili každý v jiném městě, ona sama žila v Moskvě a její manžel Viktor Lebeděv v Leningradu.
V současné době hraje v moskevském divadle U Nikitské brány.

## Filmografie
- 1964 Mrazík – role: Nastěnka
- 1965 Děti dona Quijota
- 1968 Ohněm, vodou a trubkami (rusky: Огонь, вода и… медные трубы) (Aljonuška)
- 1969 Bleděmodrý led (rusky: Голубой лёд) (Jelena Berestovová)
- 1978 Po ulicích vodili prádelník (rusky: По улицам комод водили)
- 1994 Drnky-brnky (rusky: Трень-брень)
- 2007 Nejlepší čas roku (rusky: Лучшее время года)